# Kujawy (powiat lipnowski)
Kujawy – kolonia w Polsce, w województwie kujawsko-pomorskim, w powiecie lipnowskim, w gminie Skępe.
Do 2023 miejscowość była częścią wsi Zajeziorze.
W latach 1975–1998 Kujawy administracyjnie należała do województwa włocławskiego.
W XIX w. wieś w gminie Skępe.